# 柳津西山地熱発電所
座標: 北緯37度26分24秒 東経139度41分38秒 / 北緯37.439991度 東経139.693995度
柳津西山地熱発電所（やないづにしやまちねつはつでんしょ）は、福島県河沼郡柳津町黒沢にある東北電力の無人地熱発電所。奥会津地熱株式会社が管理を担任している。

## 概要
1995年（平成7年）5月運転開始。単一ユニットとしては日本の地熱発電所で最大の出力65,000 kWを誇る。最大で約10万世帯の一般家庭が消費する電力を賄うことができる。2017年（平成29年）8月に出力が30,000 kWに変更された。発電所は無人だが、PR館（12月末から3月末までは休館）が併設されている他、予約をすれば発電所の見学も可能である。雪深い会津地方に所在するため、12月末から3月末までの期間はPR館が休館するが、発電所は無人で運転し続ける。発電所は、必要に応じて秋田火力発電所から遠隔操作されている。
発電のほか、発電の際に地中から噴出する硫化水素等を回収するプラントをもち、回収物を肥料や火薬の原料として内外の企業に向け出荷している。
また、近隣には自噴型の温泉が立地しているが、地熱発電所が温泉に悪影響を与えたことはなく、温泉は無事に湧き出し続けている。
この発電所の特徴として火山性ガスにより単位電力量あたりの二酸化炭素 (CO2) 排出量が比較的大きいことにある。

## 発電設備
- 定格出力：30,000 kW[2]
- 営業運転開始：1995年（平成7年）5月
- 蒸気量と成分について[3]
  - 蒸気量:382 t/h
  - 非凝縮性ガス:2.69〜3.23 vol% うち、CO2 95.3〜96.8 %、H2S 2.5〜4.0 %
  - 発電量 54,100 kW から、発電時の電力量あたりのCO2排出量は (0.45〜0.55) kg-CO2/kWh

## 交通アクセス
- 磐越自動車道会津坂下インターチェンジから車で約22 km、約30分